# Пэйнтид-Рокс (Аризона)

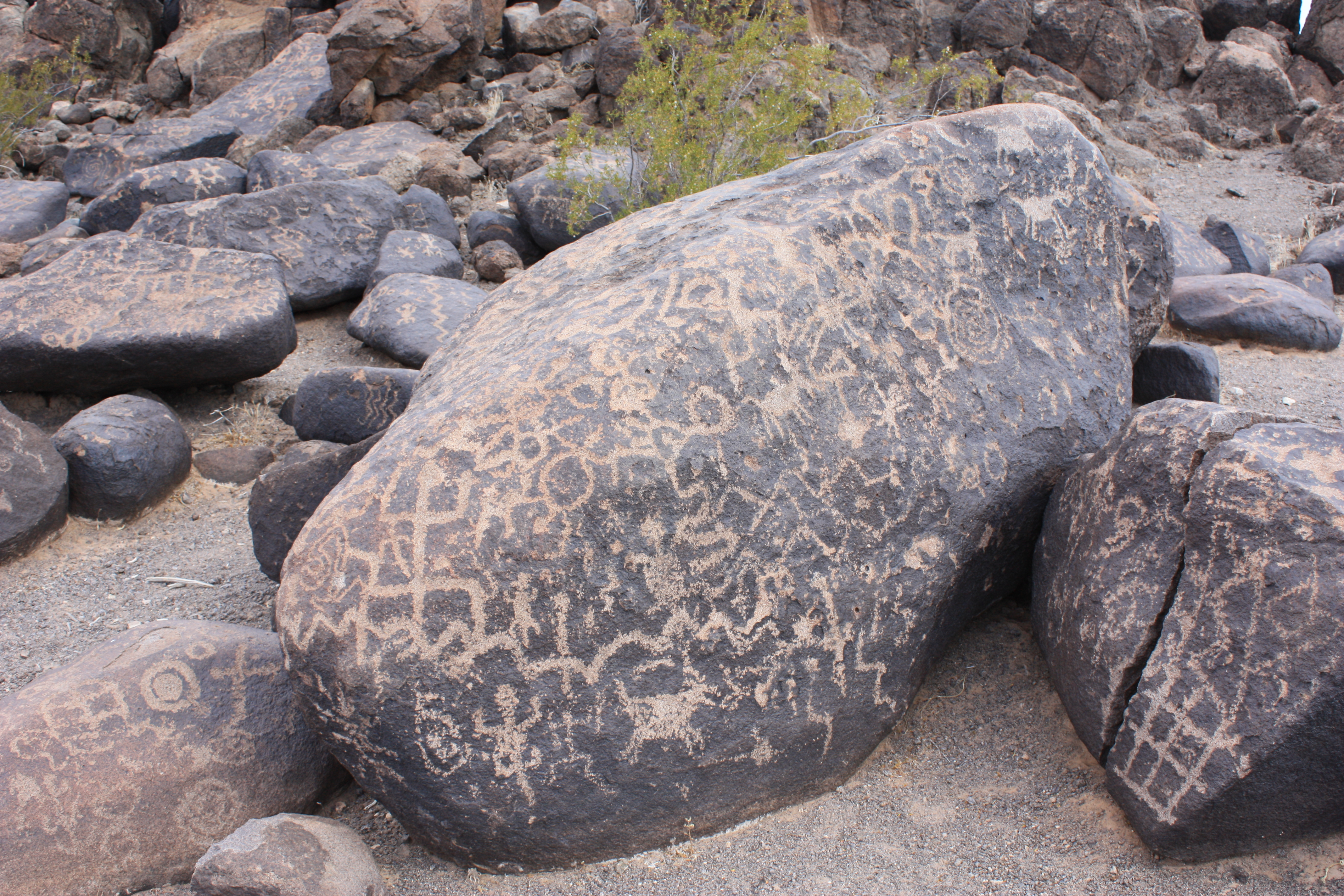
Петроглифы в Пэйнтид-Рокс

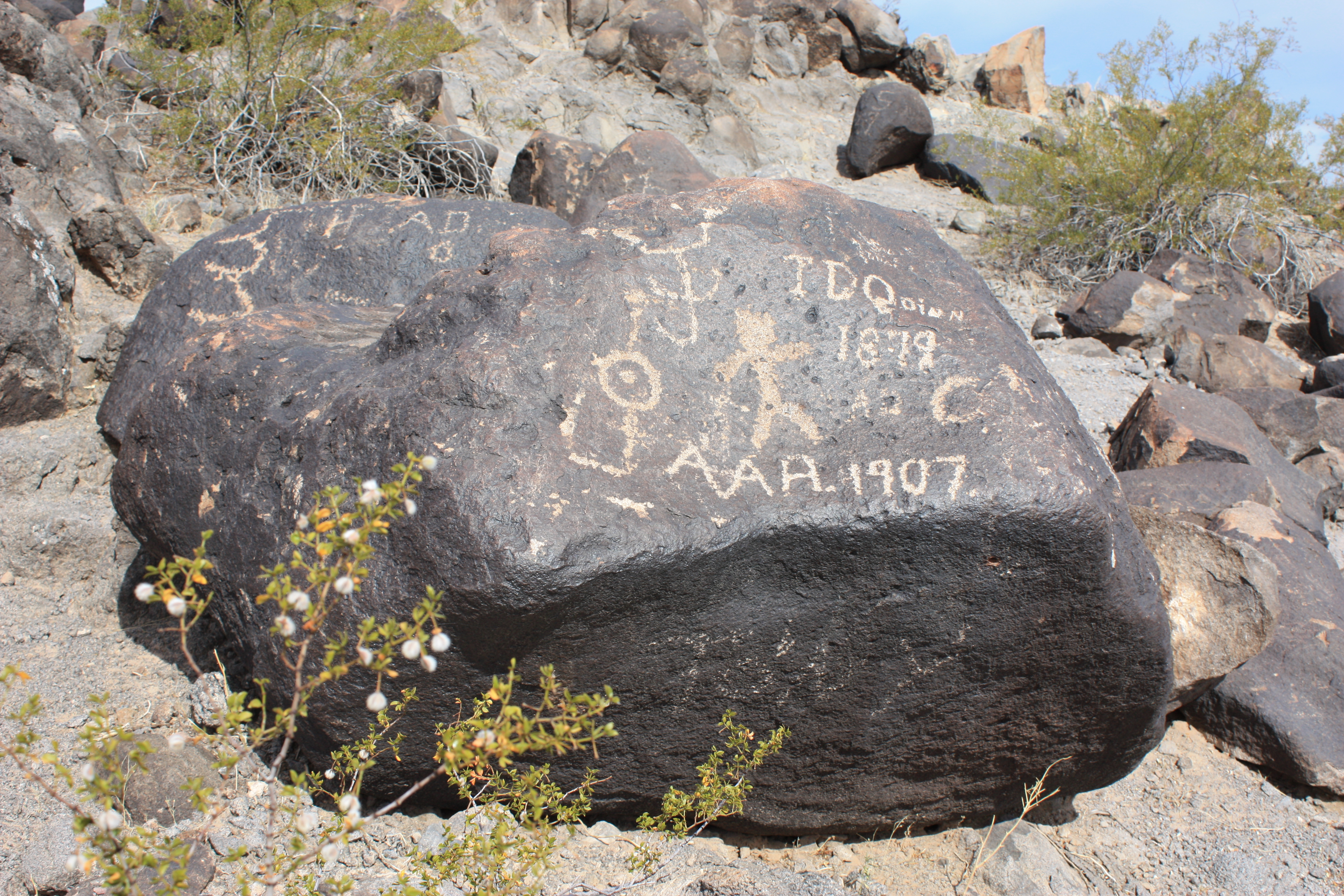
Среди петроглифов встречаются граффити современных посетителей

Пэйнтид-Рокс, англ. Painted Rocks, букв. «раскрашенные камни» — группа из нескольких сот петроглифов, обнаруженных в округе Марикопа, штат Аризона, близ города Фиба (Theba).
Поскольку место, где обнаружены петроглифы, находилось на пересечении множества исторических дорог, включая путь экспедиции Хуана Баутисты де Анса 1775—1776, путь Мормонского батальона и Баттерфилдская наземная дилижансовая почта, индейские петроглифы на камнях перемежаются более поздними надписями.
Памятник включен в Национальный реестр исторических мест в 1977 году. До 1989 года памятник носил название «Государственный парк Пэйнтид-Рокс», англ. Painted Rocks State Park, и включал территории кемпингов у близлежащего водохранилища Пэйнтид-Рокс. Когда штат передал парк в управление Бюро по управлению землёй в 1989 г., кемпинг на озере был закрыт из-за опасения загрязнения окружающей среды.
В 20 км вверх по реке Хила от данного памятника обнаружены похожие петроглифы, изображающие стоящие фигуры в длинных головных уборах и с кругами в центральной части тела. Подобные петроглифы не встречаются в других местах американского юго-запада.